# 敘納達爾
敘納達爾（挪威語：Surnadal）是挪威西南部默勒-魯姆斯達爾郡的市鎮，行政中心为谢伊村，面積1,366.04平方公里，2023年人口5,912，人口密度為每平方公里4.5人。主要經濟活動有農業、林業和工業。

## 外部連結
- 官方网站  （挪威文）